# 郭福秀
郭福秀（1898年12月31日—1988年10月7日），辽宁本溪人。中华人民共和国医学家。

## 生平
1921年6月，毕业于盛京医科大学。后任中东铁路军医官、吉林双城医院、复县县公署医师。1931年，在辽宁省本溪市开设早春医院。1948年2月，于沈阳开设子俊诊疗所。1948年11月，入东北卫生部举办的学习班学习。回本溪后，组织博爱、早春、静博医院、诊所、成立本溪市立医院（现本溪市第一人民医院），任院长。1954年3月，任本溪市第二人民医院（现市中心医院）院长。1955年，任本溪市卫生局副局长。历任政协本溪市第二至五届委员会副主席、本溪市第一至六届人民委员会委员、民盟辽宁省委委员、民盟本溪支部主任委员、中华医学会本溪分会副会长等职。 